# Pantabangan (jezero)
Pantabangan je jezero na Filipinima nastalom izgradnjom brane Pantabangan na gornjem toku rijeke Pampanga u provinciji Nueva Ecija. Gradnjom brane 1970.-tih u svrhu vodoopskrbe drugih gadova potopljen je grad Pantabangan po kojem je jezero dobilo ime.

## Vanjske poveznice
- Slika